# Metaphoxus simplex
Metaphoxus simplex är en kräftdjursart som först beskrevs av Charles Spence Bate 1857.  Metaphoxus simplex ingår i släktet Metaphoxus och familjen Phoxocephalidae. Inga underarter finns listade i Catalogue of Life.